# Kha Bỉnh Dật
Kha Bỉnh Dật (Hoa Ngữ: 柯秉逸;  Bính âm: Kē Bǐng Yì; Phiên âm Wade-Giles: Ko Pin-Yi, sinh ngày 31 tháng 5 năm 1989) là một cơ thủ bida pool chuyên nghiệp người Đài Loan, và cũng là anh cả trong gia đình ba anh em cơ thủ nhà họ Kha (KO Brothers/柯兄弟), gồm người em trai kế là Kha Bỉnh Trung và em trai út là Kha Bỉnh Hán. Anh là nhà vô địch thế giới ở cả thể loại pool 10 bóng và pool 9 bóng vào năm 2015.

## Sự nghiệp
Năm 2015 Kha Bỉnh Dật giành ngôi vô địch thế giới bi-a thể loại 9 bóng lần đầu tiên sau khi lần lượt vượt qua Carlo Biado, John Morra, Warren Kiamco và Ngô Già Khánh ở vòng đấu loại trực tiếp, trước khi chiến thắng Shane van Boening ở trận chung kết với tỉ số 13–11.
Kết thúc năm 2015, Kha là cơ thủ số 1 thế giới theo bảng xếp hạng của Hiệp hội pool-billiard thế giới. Anh được trang AZBilliards bình chọn là cơ thủ nam xuất sắc nhất năm 2015.
Năm 2016 Kha không thành công tại giải vô địch thế giới 9 bóng khi thua ngay ở vòng 64 trước Jayson Shaw với tỉ số 5–11.